# Терновое (Кропивницкий район)
Терновое (укр. Тернове; до 2024 года — Першотравенка) — село в Компанеевской поселковой общине Кропивницкого района Кировоградской области Украины.
Население по переписи 2001 года составляло 468 человек. Почтовый индекс — 28431. Телефонный код — 5240. Код КОАТУУ — 3522884301.
До 2020 года входило в Компанеевский район. В сентябре 2024 года, постановлением Верховной Рады Украины селу было присвоено название Терновое